# 1928 no cinema

## Eventos
- 20 de janeiro - Estreia em Moscovo, o filme Oktyabr, uma visão da Revolução de 1917 da autoria de Sergei Eisenstein.
- 15 de Maio - É criado o personagem Mickey Mouse por Walt Disney e Ub Iwerks.
- Steamboat Willie - creditado como o primeiro desenho de animação com som e música da história.
- Charlie Chaplin - O Circo.
- Chega os primeiros filmes sonoros nos EUA, fazendo a "era muda" e o personagem Gato Félix entrarem numa fase de decadência.

## Principais filmes produzidos
- Abwege, de Georg Wilhelm Pabst, com Brigitte Helm
- Arsenal, de Aleksandr Dovzhenko
- The Cameraman, de e com Buster Keaton
- La chute de la maison Usher, de Jean Epstein
- The Circus, de e com Charles Chaplin
- The Docks of New York, de Josef von Sternberg, com George Bancroft
- Easy Virtue, de Alfred Hitchcock
- The Garden of Eden, de Lewis Milestone, com Corinne Griffith
- The Latest from Paris, de Sam Wood, com Norma Shearer e George Sidney
- The Legion of the Condemned, de William A. Wellman, com Gary Cooper e Fay Wray
- The masks of the devil, de Victor Sjöström, com John Gilbert
- The Patriot, de Ernst Lubitsch, com Emil Jannings
- Spione, de Fritz Lang
- Street of Sin, de Mauritz Stiller, com Emil Jannings e Fay Wray
- Thérèse Raquin, de Jacques Feyder
- Tire-au-flanc, de Jean Renoir, com Michel Simon
- The Wedding March, de Erich von Stroheim, com Fay Wray
- The Wind, de Victor Sjöström, com Lillian Gish

## Nascimentos
| Data           | Nome                 | Profissão                     | Nacionalidade                | Observações | Ref |
| -------------- | -------------------- | ----------------------------- | ---------------------------- | ----------- | --- |
| 6 de janeiro   | Capucine             | atriz e modelo                | França                       | m. 1990     |     |
| 7 de janeiro   | William Peter Blatty | escritor e roteirista         | Estados Unidos               |             |     |
| 24 de janeiro  | Michel Serrault      | ator                          | França                       | m. 2007     |     |
| 26 de janeiro  | Roger Vadim          | cineasta                      | França                       | m. 2000     |     |
| 1 de março     | Maurício do Valle    | ator                          | Brasil                       | m. 1994     |     |
| 1 de março     | Jacques Rivette      | cineasta                      | França                       |             |     |
| 10 de março    | Sara Montiel         | atriz e cantora               | Espanha                      |             |     |
| 16 de março    | Karlheinz Böhm       | ator                          | Áustria                      |             |     |
| 19 de Março    | Patrick McGoohan     | ator e realizador             | Estados Unidos               | m. 2009     |     |
| 7 de abril     | Alan J. Pakula       | cineasta                      | Estados Unidos               |             |     |
| 7 de abril     | James Garner         | ator                          | Estados Unidos               |             |     |
| 23 de abril    | Shirley Temple       | atriz                         | Estados Unidos               | m. 2014     |     |
| 11 de maio     | Marco Ferreri        | cineasta e roteirista         | Itália                       | m. 1994     |     |
| 23 de maio     | Nigel Davenport      | ator                          | Reino Unido                  |             |     |
| 30 de maio     | Agnès Varda          | cineasta, roteirista          | França                       |             |     |
| 7 de junho     | James Ivory          | cineasta                      | Estados Unidos               |             |     |
| 5 de julho     | Warren Oates         | ator                          | Estados Unidos               | m. 1982     |     |
| 26 de julho    | Stanley Kubrick      | cineasta                      | Estados Unidos               | m. 1999     |     |
| 30 de julho    | Eunice Muñoz         | atriz                         | Portugal                     |             |     |
| 6 de agosto    | Andy Warhol          | artista plástico e realizador | Estados Unidos               | m. 1987     |     |
| 14 de agosto   | Jacques Rouffio      | cineasta                      | França                       |             |     |
| 15 de agosto   | Nicolas Roeg         | cineasta                      | Reino Unido                  |             |     |
| 16 de agosto   | Ann Blyth            | atriz                         | Estados Unidos               |             |     |
| 31 de agosto   | James Coburn         | ator                          | Estados Unidos               | m. 2002     |     |
| 17 de setembro | Roddy McDowall       | ator                          | Reino Unido / Estados Unidos | m. 1998     |     |
| 28 de setembro | Yolanda Cardoso      | atriz                         | Brasil                       | m. 2007     |     |
| 1 de outubro   | George Peppard       | ator                          | Estados Unidos               | m. 1994     |     |
| 25 de outubro  | Anthony Franciosa    | ator                          | Estados Unidos               | m. 2006     |     |
| 10 de novembro | Ennio Morricone      | compositor e maestro          | Itália                       |             |     |
| 11 de dezembro | Tomás Gutiérrez Alea | cineasta                      | Cuba                         | m. 1996     |     |
| ??             | Sante Scaldaferri    | ator e pintor                 | Brasil                       |             |     |

## Mortes
| Data | Nome | Profissão | Nacionalidade | Observações | Ref |
| ---- | ---- | --------- | ------------- | ----------- | --- |